# Paradoxul omnipotenței
Paradoxul omnipotenței reprezintă mai multe paradoxuri legate, care argumentează asupra a ceea ce o ființă atotputernică nu poate face. Paradoxul apare, de exemplu, dacă se presupune că o ființă omnipotentă nu are limite și este capabilă să realizeze orice rezultat, chiar idei logic contradictorii, cum ar fi crearea unor cercuri pătrate. Argumentul afirmă că, dacă o ființă poate realiza orice acțiune, atunci își poate limita capacitatea de a acționa, ceea ce îl împiedică să facă orice acțiune, în caz contrar dacă nu își poate limita acțiunile de la început, atunci nu este omnipotent și nu poate lua nicio măsură.  
Acest paradox este adesea formulat având ca subiect Dumnezeul din religiile avraamice, deși este suficient să se facă referire la o ființă atotputernică. O declarație bine cunoscută a acestui paradox este așa-numitul paradox al pietrei: O ființă omnipotentă poate crea o piatră pe care nu o poate ridica? Dacă nu poate ridica piatra, nu este omnipotent; dacă nu poate crea o astfel de piatră, nu a fost omnipotent de la început.  
Conform mecanicii cuantice (Pisica lui Schrödinger), Dumnezeu și va crea și nu va crea piatra, rămânând astfel omnipotent.

## Vezi și
- Listă de paradoxuri
- Dorință de moarte (Star Trek: Voyager)